# Thyropus typhoides
Thyropus typhoides är en kräftdjursart. Thyropus typhoides ingår i släktet Thyropus och familjen Parascelidae. Inga underarter finns listade i Catalogue of Life.